# Northern Rock

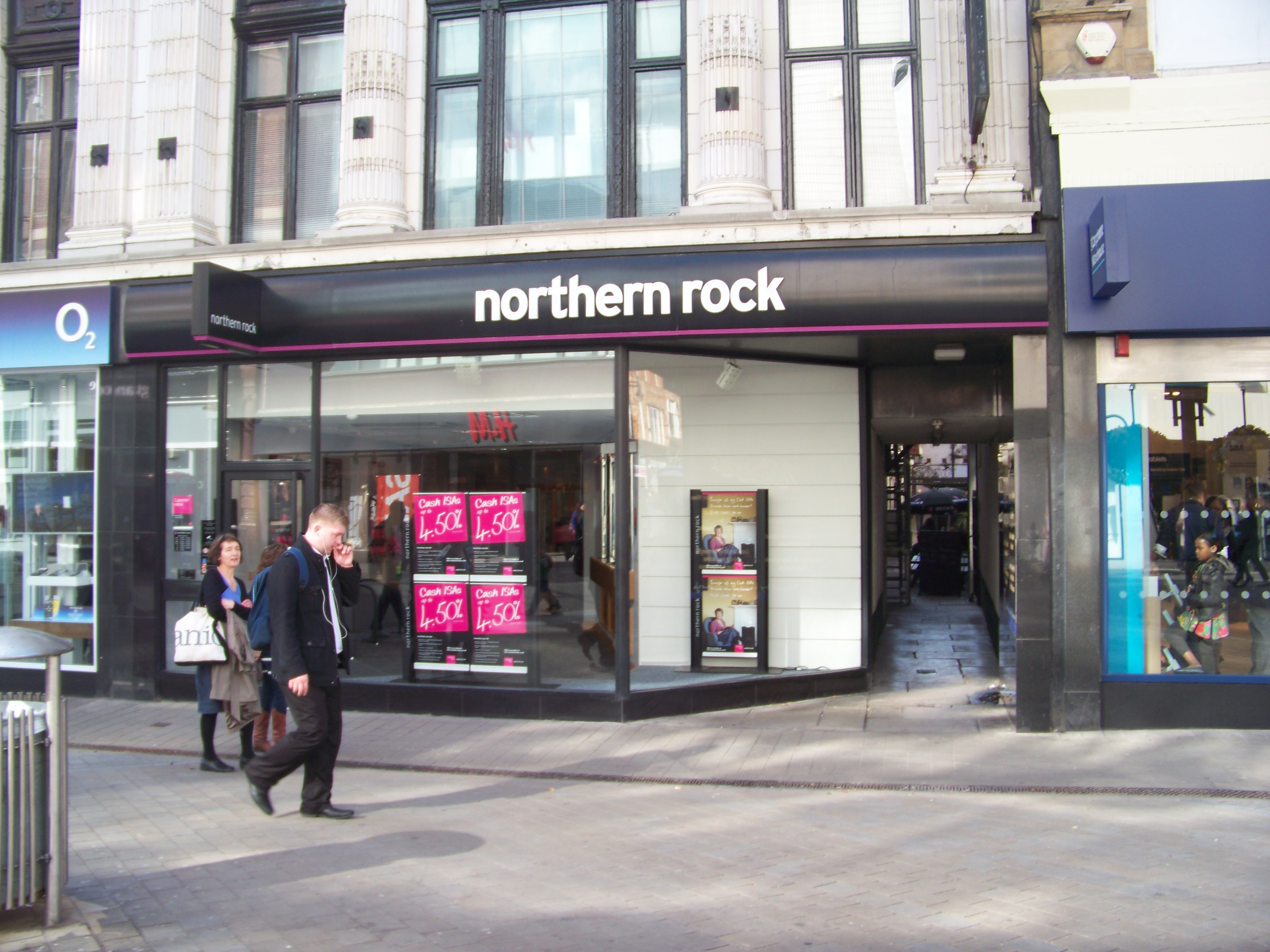
Northern Rock, Briggate, Leeds(2011)

Northern Rock var en brittisk bank. Den var mest känd för en uttagsanstormning år 2007, som var den första i Storbritannien på 150 år.